# Dysphania sericata
Dysphania sericata är en fjärilsart som beskrevs av Max Joseph Bastelberger 1905. Dysphania sericata ingår i släktet Dysphania och familjen mätare. Inga underarter finns listade i Catalogue of Life.